# Radostów (Lublin)
Radostów (prononciation : [raˈdɔstuf]) est un village de l’est de la Pologne, situé dans la gmina de Mircze, au sein du powiat de Hrubieszów de la voïvodie de Lublin, à proximité de la frontière entre la Pologne et l'Ukraine.  

## Géographie
Le village se situe dans la région historique de Petite-Pologne, dans une zone agricole de plaine traversée par de petits affluents du Bug.  
Il se trouve à environ 8 km au sud de Mircze (siège de la gmina), 26 km au sud de Hrubieszów (chef-lieu du powiat) et 119 km au sud-est de Lublin (capitale régionale).  
La localité est proche du poste-frontière avec l’Ukraine, ce qui en fait un point de passage secondaire vers le raïon de Volodymyr côté ukrainien.  

## Histoire
- De 1975 à 1998, le village est rattaché administrativement à la voïvodie de Zamość.
- Depuis la réforme administrative de 1999, il fait partie de la voïvodie de Lublin.

Le territoire a été marqué par l’histoire mouvementée de la région frontalière, notamment les changements de frontières consécutifs à la Seconde Guerre mondiale, période durant laquelle une partie de la population locale a été déplacée.  

## Démographie
Le village compte quelques centaines d’habitants, vivant principalement de l’agriculture et de petites activités locales. Les données démographiques précises sont publiées par le GUS dans le registre national TERYT.  

## Culture et patrimoine
Radostów est représentatif des villages ruraux de la région de Lublin, avec une organisation traditionnelle autour de la route principale et des exploitations agricoles familiales. On y trouve une petite chapelle catholique, rattachée à la paroisse de Mircze.  